# Parafia św. Wojciecha w Lublinie
Parafia Świętego Wojciecha w Lublinie – parafia rzymskokatolicka w Lublinie, należąca do archidiecezji lubelskiej i dekanatu Lublin – Zachód. Została erygowana 20 czerwca 1996. Jej proboszczem od 1996 jest ks. Jacek Roman Wargocki. Siedziba parafii mieści się przy ulicy Kaczeńcowej.

## Zasięg parafii
Obejmuje ulice: Białostocka, Biedronki, Bociania, Gdańska, Husarska, Jana Pawła II, Kaczeńcowa, Kawaleryjska, Łomżyńska, Olsztyńska, Orkana, Poznańska, Radomska, Rycerska, Rzeszowska, Szaserów, Tatarakowa, Tymiankowa, Armii Krajowej, Wiklinowa.  